# Karikomi

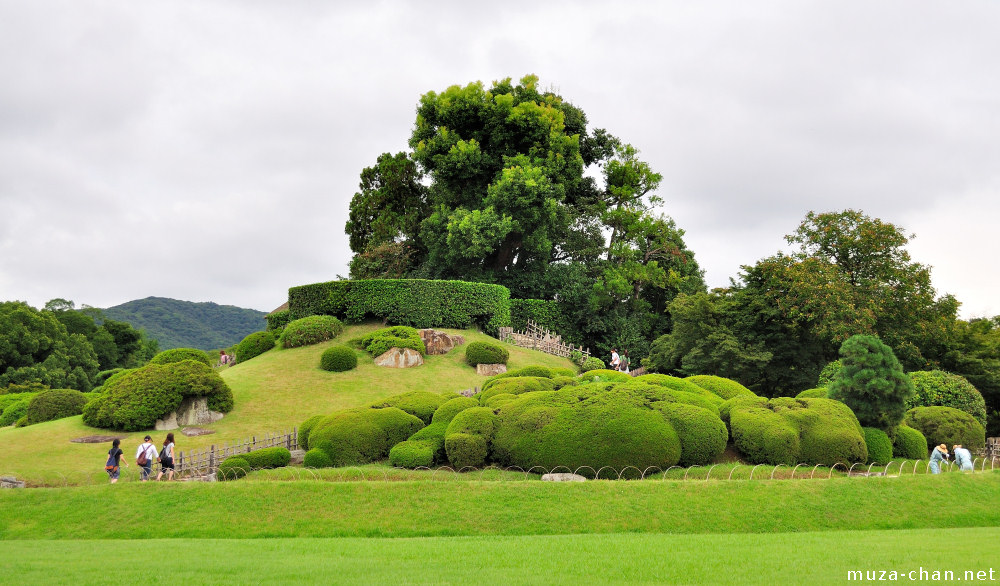
Jardín Koraku, Okayama

Ō-karikomi (大刈込) ko-Karikomi (小刈込) que en japonés se puede traducir como (“espalda esquilada”), es una técnica de jardinería japonesa que consiste en recortar cuidadosamente árboles o arbustos, generalmente de hoja perenne, en formas redondas de aspecto natural, integrándolas con la naturaleza virgen. Similar al topiaria europeo, donde las plantas se cortan para crear formas geométricas o figuras complejas. Un ejemplo de esta técnica, se puede observar en el jardín Okayama Koraku-en, donde los arbustos se hicieron para sugerir las olas de los océanos.

## Contexto histórico
Esta técnica data de finales del siglo XV y fue particularmente popular en los jardines de finales del siglo XVII y XVII. A finales del período Muromachi, los setos recortados a menudo se combinaban con piedras, pero en el período Momoyama ookarikomi emergió como un elemento de diseño independiente.

## Técnica
Karikomi siempre debe verse y mantenerse con respecto a la relación de las piezas en el jardín. La escala de las piezas individuales, así como la composición en su conjunto, es de suma importancia. Los gustos individuales varían. Algunos jardines tienen formas orgánicas informales, con variaciones en altura y anchura, mientras que otros jardines tienen un material muy estructurado y de forma uniforme.

## Mantenimiento
El mantenimiento práctico de karikomi implica el corte regular de nuevo follaje cronometrado adecuadamente para el correcto rebrote de la planta, así como el adelgazamiento y la poda regulares para mantener la estructura adecuada de las ramas. También es importante utilizar el material vegetal adecuado.
La esquila generalmente ocurre a principios del verano o al final de la primavera después de que las flores se han desvanecido. Este momento permite el desarrollo de capullos de flores para la próxima temporada, así como evitar el rápido crecimiento que se produciría si el recorte se hiciera antes en la temporada. El posterior recorte de luz más adelante en el año mantiene la forma. Sostener la cizalla firmemente con la mano izquierda y usar la mano derecha para proporcionar la acción de recorte mantiene el perfil uniforme, trabajando alrededor de la planta. A medida que la técnica se practica y se domina, las curvas suaves y uniformes emergen como resultado de la técnica adecuada.
La estructura ideal de la rama dentro de la planta está bien espaciada, afilando ramas que irradian desde el centro. Las ramas más bajas deben ser las más largas, y cada una de ellas es cada vez más corta hasta la parte superior, donde las ramas finas se extienden hacia la corona. Las ramas verticales se deben quitar y la cáscara externa de las ramas y el follaje finos se deben aligerar y adelgazar para permitir que surja un nuevo crecimiento.

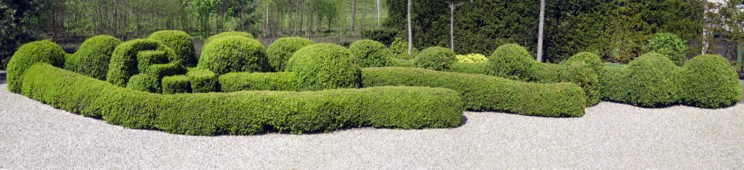

## Provinencia
Técnica de jardín procedente del japonés. El prefijo "O" significa "grande" y se refiere al uso de grupos de plantas recortadas en una variedad de formas, a menudo orgánicas, para sugerir elementos de paisaje en un nivel abstracto. Kokarikomi se refiere al uso de una planta, recortada y con la forma deseada. "Ko" significa "pequeño"

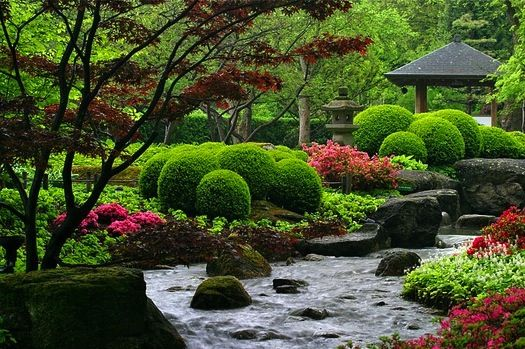

## Otros ejemplos
olden Gate Park, el Jardín de Té Japonés, San Francisco, CA, EE.UU.
Jardín Raikyu-ji, Takahashi, Okayama, japón.